# Horodocký rajón (Chmelnycká oblast)
Horodocký rajón (ukrajinsky Городоцький район) byl rajón v Chmelnycké oblasti na Ukrajině. Hlavním městem bylo Horodok a rajón měl přibližně 46 tisíc obyvatel. 

## Sídla v rajónu
- Horodok
- Sataniv